# Who Says You Can’t Go Home
«Who Says You Can’t Go Home» — песня, написанная Джоном Бон Джови и Ричи Самборой для 9 студийного альбома Have a Nice Day американской рок-группы Bon Jovi. Продюсерами композиции стали сами музыканты Джон Бон Джови и Ричи Самбора, а также Джон Шенкс.
Будучи вторым синглом с альбома, песня пробилась в Billboard Hot 100, достигнув 23 места.
Также была записана вторая версия песни, исполненная дуэтом вместе с певицей Дженнифер Неттлс.

## Кантри-версия
В США была выпущена ещё одна версия песни в формате кантри, исполненная с вокалисткой группы Sugarland — Дженнифер Неттлс.
Несмотря на это, изначально кантри-версия была записана с Кейт Урбан, которая также исполнила эту песню на банджо. Но позднее Джон решил, что голос девушки похож на его собственный и попросил у Mercury Records порекомендовать другую девушку для записи дуэта.

## Музыкальное видео
Видео представляет собой небольшой документальный фильм, участие в котором приняли сама группа и множество добровольцев, помогающих строить дома для малообеспеченных семей и пострадавших от урагана Катрина.
Также в имеется альтернативная версия клипа, в которой можно увидеть человека в костюме собаки. Этот клип выиграл в номинации «За Лучшее Совместное Видео» на CMT Music Awards в 2006 году.

## Форматы и синглы
Здесь представлены форматы и трек-листы основных синглов «Who Says You Can’t Go Home».

### UK CD сингл #1
1. «Who Says You Can’t Go Home» (Radio edit)

### UK CD сингл #2
1. «Who Says You Can’t Go Home» (Radio edit)
2. «Last Man Standing» (Live in Boston)
3. «Raise Your Hands» (Live in Boston)
4. «Who Says You Can’t Go Home» музыкальное видео (версия с костюмом собаки)

### Виниловый сингл
1. «Who Says You Can’t Go Home» (Radio edit)
2. «Complicated» (Live in Boston)

### Digital Download
1. «Who Says You Can’t Go Home» (Acoustic Version)

## Чарты

### Кантри-версия с Дженнифер Неттлс
| Чарт (2005—2006)                      | Позиция |
| ------------------------------------- | ------- |
| U.S. Billboard Hot Country Songs      | 1       |
| U.S. Billboard Bubbling Under Hot 100 | 7       |

### Рок-версия
| Чарт (2005—2006)                             | Позиция |
| -------------------------------------------- | ------- |
| U.S. Billboard Hot 100                       | 23      |
| U.S. Billboard Pop 100                       | 41      |
| U.S. Billboard Hot Adult Contemporary Tracks | 8       |
| UK Singles Chart                             | 5       |
| Irish Singles Chart                          | 30      |
| Austrian Singles Chart                       | 36      |
| German Top 100                               | 54      |

## Награды и достижения
- Выиграли награду за «Лучшее Совместное Видео» на CMT Music Awards в 2006 году.
- Выиграли награду за «Любимая Рок-песня» на 33rd People's Choice Awards в 2007 году.
- Выиграли Грэмми в номинации Лучшее Совместное Видео с вокалом в 2007.
- Песня была выбрана как самая лучшая кантри песня года — «ASCAP Country Music Awards» в 2006
- Номинация в «Музыкальное Событие Года» на Country Music Association Awards
- Номинация в «Вокальное Событие Года» на Academy of Country Music Awards